# Česká stratigrafická komise
Česká stratigrafická komise je nezávislou odbornou rozhodčí komisí pro otázky stratigrafie, pracující pod patronací České geologické služby – základního pracoviště pro regionálně geologický výzkum s celostátní působností. Spolupracující organizací je i Český národní geologický komitét (ČNGK). Česká stratigrafická komise sdružuje odborné pracovníky ze všech významných vědeckých institucí.
Česká stratigrafická komise má již mnohaletou historii v minulosti spojenou především se jménem dnes již legendárního českého stratigrafa a jejího dlouholetého předsedy - profesora Iva Chlupáče. Status a poslání České stratigrafické komise jako nezávislé národní odborné a rozhodčí komise pro otázky stratigrafie přímo navazuje na práci International Commission on Stratigraphy a vychází ze základního dokumentu světové stratigrafie International stratigraphic guide (Salvador 1994 a 2013). Posláním České stratigrafické komise je dohlížet na respektování mezinárodního stratigrafického kódu a stratigrafického členění v České republice a zpřístupnění těchto informací široké veřejnosti. Tam, kde regionální geologické zvláštnosti našeho území nedovolují použití mezinárodního stratigrafického členění, komise dohlíží na správné použití regionálního stratigrafického členění.

## Založení
Česká stratigrafická komise má historii sahající až do šedesátých let dvacátého století. Na zasedáních v listopadu a prosinci 2009 byla  její činnost opět obnovena. Posílena o nové členy se jejich počet zvýšil na dvacetdva. Funkce předsedy se ujal M. Bubík a funkce tajemníka P. Štorch. Podle zprávy z 11. 1. 2011 měla i nadále meziresortní složení a nadále pracovala pod patronací České geologické služby. Jejím nejbližším úkolem  bylo sestavení české chronostratigrafické škály, která měla vycházet z tehdy aktuální mezinárodní chronostratigrafické škály ICS a zároveň z lokálních chronostratigrafických škál pro regionálně geologické jednotky, kde je korelace s mezinárodními chronostratigrafickými jednotkami obtížná.

## Pracovní skupiny
Na zasedání v únoru 2012 byl komisí odhlasován nový efektivnější model fungování komise prostřednictvím sedmi pracovních skupin. Jejich vedoucí byli voleni členy příslušných pracovních skupin a při hlasování o usneseních komise zastupují svou pracovní skupinu. Své titulární členy delegují tyto pracovní skupiny. Po obnovení své činnosti v roce 2015 a v letech 2017-2019 toto členění v principu zachovala i nová komise.
- Pracovní skupina pro kvartér
- Pracovní skupina pro terciér
- Pracovní skupina pro křídu
- Pracovní skupina pro trias-juru
- Pracovní skupina pro perm-karbon
- Pracovní skupina pro kambrium-devon
- Pracovní skupina pro prekambrium

## Činnost
Hlavním úkolem komise bylo a je:
- Změna statusu a stanov komise v zájmu jejího efektivnějšího fungování.
- Příprava webové stránky komise pod portálem České geologické služby, která bude poskytovat aktuální informace o komisi a stratigrafii.
- Vytvoření tvaroslovné tabulky českých jmen chronostratigrafických jednotek.
- Vytvoření České chronostratigrafické tabulky.

Komise se scházela nejméně jedenkrát do roka.
- Zápis z 15.12.2009.
- Zpráva z České stratigrafické komise 11.1 2010.
- Zápis ze 6.5.5010.
- Zápis z 23.6.2011.
- Předběžná verze české chronostratigrafické tabulky. Byla prezentována na kongresu České a Slovenské geologické společnosti v Monínci v září 2011.
- Konečná podoba první verze České chronostrafické tabulky byla zveřejněna 21.2.2013.
- Zápis z  22.2.2012
- Zastavení činnosti České stratigrafické komise 3.4.2013.

## Zastavení a obnovení činnosti
V prosinci 2012 vypršelo funkční období předsedy i všech členů komise ve smyslu platných pravidel. Mnozí z členů  pociťovali určitou únavu, zaneprázdněnost povinnostmi v domovských institucích a několik jich rezignovalo na členství v komisi. Nezbylo než oznámit přerušení činnosti komise ke dni 3.4.2013, přičemž nebyl stanoven termín obnovení činnosti. Výsledkem práce komise byla první verze nové české stratigrafické tabulky. Činnost České stratigrafické komise byla obnovena v letech 2015-2016, od roku 2017 komise začala znovu aktivně pracovat v novém složení (viz: https://stratigraphy.geology.cz/ceska-stratigraficka-komise/slozeni)
- V roce 2017 byl novým předsedou zvolen Mgr. Tomáš Kumpan, Ph.D.
- V letech 2018 - 2020 pokračovala Česká stratigrafická komise ve své práci. Došlo k její další dílčí vnitřní reorganizaci, práce se rozeběhla paralelně jak na aktualizaci stávající chronostratigrafické, tak i na české litostratigrafické tabulce. Práce byly ovšem poznamenány značnou časovou vytížeností jejích členů. Aktivně se komise zapojila i do diskusí o záchraně památníku prvního stratotypu na světě (hranice siluru a devonu) na Klonku u Suchomast. V letech 2020-2021 činnost komise negativně poznamenala epidemie COVID19 - nebylo možno se scházet, několik členů komise onemocnělo. Ve věku 83 let zemřel její dlouholetý emeritní člen Prof. Zlatko Kvaček. Zanedlouho poté bohužel náhle zemřel i velmi aktivní člen komise doc. Jaroslav Kadlec.
- Činnost komise v roce 2021 pokračovala (s ohledem na epidemiologickou situaci) především formou on-line mítinků, diskuse i hlasování probíhaly převážně per rollam. Cílem bylo především dokončení aktualizované české verze mezinárodní chronostratigrafické tabulky, které se podařilo ke konci roku 2021.

## Webové stránky
Byly založeny v roce 2010 za účelem modernějšího fungování komise, snazší komunikace mezi členy a účinného informování veřejnosti. Jsou hostujícímí stránkami na portálu České geologické služby. V prvních letech byly přístupné pouze členům komise po přihlášení. Konečným impulsem k úplnému zveřejnění stránek se stalo dokončení české verze mezinárodní chronostratigrafické tabulky, na které komise pracovala od roku 2010. Původní webové stránky komise však byly po několika letech provozu již zastaralé, prošly proto postupně dílčími updaty a doplněními.  
Nová, modernizovaná verze webových stránek byla dokončena v lednu roku 2022 a nachází se na linku: 
https://stratigraphy.geology.cz/

## Česká verze mezinárodní chronostratigrafické tabulky
Komise na ní pracovala od roku 2010. Cílem bylo nahradit do té doby používanou českou stratigrafickou tabulku sestavenou Ivo Chlupáčem (2000; Věstník ČGS,75, 4), která byla vzhledem k novým výsledkům v chronostratigrafii již velmi neaktuální.  Předběžná česká verze mezinárodní chronostratigrafické tabulky byla prezentována na kongresu České a Slovenské geologické společnosti v Monínci v září 2011. Finální úpravy byly projednány a odhlasovány na zasedání komise v únoru 2012; již tehdy se však naplno projevil odborný rozkol vedoucí nakonec až k zániku činnosti původní komise. Mezitím se objevila nová stratigrafická tabulka zveřejněná Mezinárodní stratigrafickou komisí (ICS), která přinesla řadu změn v numerickém stáří hranic. Aktualizace tabulky byla dokončena koncem roku 2012 a byla k dispozici veřejnosti 21. února 2013.  Věcná stránka této starší verze tabulky však byla částí odborné veřejnosti kritizována. V letech 2015-2022 proto došlo k výraznému doplnění tabulky a k jejím dalším, zásadním úpravám. Aktuální podoba oficiální české verze mezinárodní chronostratigrafické tabulky, která byla schválena Českou stratigrafickou komisí ke konci roku 2021, je od ledna roku 2022 k dispozici na linku: 
https://stratigraphy.geology.cz/mezinarodni-chronostratigraficka-tabulka
či https://stratigraphy.geology.cz/sites/csk.env.cz/files/2022-01/ChronostratChart2021-10Czech.pdf

## Český národní geologický komitét
Zástupcem geologických organizací na území České republiky pro Mezinárodní unii geologických věd (International Union of Geological Sciences, IUGS) je Český národní geologický komitét (ČNGK). Ten se od roku 2015 snažil činnost České stratigrafické komise znovu obnovit. Svědčí o tom zápisy z jeho schůzí a výročních zpráv, které jsou dohledatelné na jeho webových stránkách. Činnost komise byla nakonec obnovena především spontánně, ze strany odborné komunity, protože její role je z odborného hlediska na národní úrovni nezastupitelná - viz https://stratigraphy.geology.cz/ceska-stratigraficka-komise. Velice významnou úlohu v obnovení činnosti komise ovšem sehrála především Česká geologická služba.
Výroční zpráva o činnosti Českého národního geologického komitétu (ČNGK) v roce 2015 k činnosti České stratigrafické komise uvádí: Příznivá zpráva přišla z České stratigrafické komise (ČSK). Díky snaze prof. J. Frýdy (člen ČNGK) a dr.P. Štorcha se zdá, že po dvouletém období nečinnosti dojde k obnovení aktivity uvedené komise.
Zápis ze schůze Českého národního geologického komitétu (ČNGK) konané v Praze 25.1.2016 uvádí: V průběhu roku 2015 byly vedeny diskuze v rámci geologické komunity o oživení činnosti České stratigrafické komise, z nichž vzešel návrh na obsazení postu předsedy dr. P. Štorchem a návrh členů komise. Všichni navržení se sejdou na jednání 28.1.2016, na kterém bude řádně zvoleno vedení komise.
Zápis ze schůze Českého národního geologického komitétu (ČNGK) konané v Praze 13.12.2016 uvádí: 28.1. 2016 se uskutečnila ustavující schůzce České stratigrafické komise, na které bylo formálně zvoleno vedení komise. Na leden 2017 je plánována výroční schůze, kde by se obnovení činnosti mělo iniciovat. ČNGK bude proto v následujícím roce věnovat aktivitě České stratigrafické komisi větší pozornost.
Výroční zpráva o činnosti Českého národního geologického komitétu (ČNGK) za rok 2016 uvádí: ČNGK v roce 2016 vyvíjel aktivitu o „znovuoživení“ činnosti České stratigrafické komise. Bohužel však v průběhu roku nebylo dosaženo významnějšího pokroku. Tento úkol proto zůstává v programu aktivit na rok 2017.
Zápis ze schůze Českého národního geologického komitétu (ČNGK) konané v Praze 12.12.2017  uvádí:  J. Kadlec informoval o obnovení činnosti Stratigrafické komise – byl zvolen nový předseda (Mgr. Tomáš Kumpan, Ph.D. z MUNI).
Další informace na webových stránkách ČNGK nejsou.